# Arkansas (песня)
«Arkansas», написанный Евой Уэйр Барнетт в 1916 году, является официальных гимном штата Арканзас. Он был принят в качестве песни штата в начале XX века, но был убран из-за проблем с авторским правом. После того как штат уладил все проблемы с авторским правом, выкупив их, песне был заново присвоен статус официального в 1963 году.
В 1987 году Генеральная Ассамблея повысила статус песни до «официального гимна», чтобы обозначить «Arkansas (You Run Deep In Me)» и «Oh, Arkansas», написанные к 150-летию штата в 1986 году, как официальных песни; также песне «Путешественник из Арканзаса», являвшейся официальной с 1949 по 1963 год, был присвоен статус «исторической песни штата».
Другой закон 1987 года требует, чтобы государственный секретарь отвечал на все запросы о копиях «государственной песни» этой песней. Однако это было сделано только для того, чтобы сохранить исторический статус этой песни; все четыре песни либо защищены авторским правом самого государства, либо находятся в общественном достоянии. Сегодня государственный секретарь размещает тексты всех четырёх песен на своём веб-сайте.

## Текст песни
I am thinking tonight of the Southland,
Of the home of my childhood days,
Where I roamed through the woods and the meadows
By the mill and the brook that plays;
Where the roses are in bloom
And the sweet magnolia too,
Where the jasmine is white
And the fields are violet blue,
There a welcome awaits all her children
Who have wandered afar from home.

Chorus

Arkansas, Arkansas, tis a name dear,
'Tis the place I call «home, sweet home»;
Arkansas, Arkansas, I salute thee,
From thy shelter no more I’ll roam.
'Tis a land full of joy and of sunshine,
Rich in pearls and in diamonds rare,
Full of hope, faith, and love for the stranger,
Who may pass 'neath her portals fair;
There the rice fields are full,
And the cotton, corn and hay,\
There the fruits of the field
Bloom in the winter months and May,
'Tis the land that I love, first of all, dear,

And to her let us all give cheer.